# 曽根駅 (大阪府)

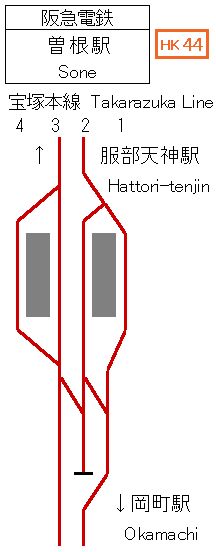
配線図

曽根駅（そねえき）は、大阪府豊中市曽根東町三丁目にある、阪急電鉄宝塚本線の駅。駅番号はHK-44。

## 歴史
- 1912年（明治45年）5月30日：箕面有馬電気軌道（現在の阪急電鉄）の駅として開業[5]。
- 1994年（平成6年）11月6日：上り線が高架駅に移転[2][6]。下り線が地上ホームの1号線、上り線が高架ホームの4号線を使用。
- 1997年（平成9年）11月8日：下り線が高架駅に移転。現行の梅田方面行きホーム島式1面2線を使用[2]。
- 2000年（平成12年）1月29日：新下り線、新下りホーム併用開始[7]。高架化工事が完了。
- 2001年（平成13年）4月25日：高架下商業施設「ティオ阪急曽根」オープン。
- 2013年（平成25年）12月21日：駅番号導入[8][9]。

## 駅構造
待避設備を持つ島式2面4線の高架駅。線形の関係上、奇数号線（1号線と3号線）が主本線、偶数号線（2号線と4号線）が待避線となっている。
トイレは改札内にある。

### のりば
| 号線 | 路線      | 方向 | 行先                                   |
| ---- | --------- | ---- | -------------------------------------- |
| 1・2 | ■宝塚本線 | 下り | 宝塚・川西能勢口・石橋阪大前・箕面方面 |
| 3・4 | ■宝塚本線 | 上り | 大阪梅田・神戸・京都・北千里方面       |

- 宝塚側には上下本線に挟まれる形で折り返し線が設置されている[3]。これは立体化事業の際、地上駅時代の設備を復元することが条件とされていたことによるもので、地上駅時代に設定されていた当駅終着列車は現行ダイヤでは設定されていないため、回送列車の折り返し[注 1]や、車両不具合等の列車避難場所として利用されている。なお、現行の配線では下り本線（1号線）からは折り返し線に進入することができないが、地上駅時代は下り本線（現在の1号線に対応）からも折り返し線に進入することが可能な配線となっていた[3]。
- ホームは2階、改札口は1階にある。改札口は1か所のみ。停車する普通と準急は全て8両編成で運行されているが、ホーム有効長は同じ時期に高架化された岡町駅や三国駅とともに10両編成対応である。なお、折り返し線の有効長は8両編成分である。
- 当駅には準急（朝ラッシュ時のみ）と通勤急行が停車するが、1990年代前半までは、当駅に停車する優等列車の設定はなかった。

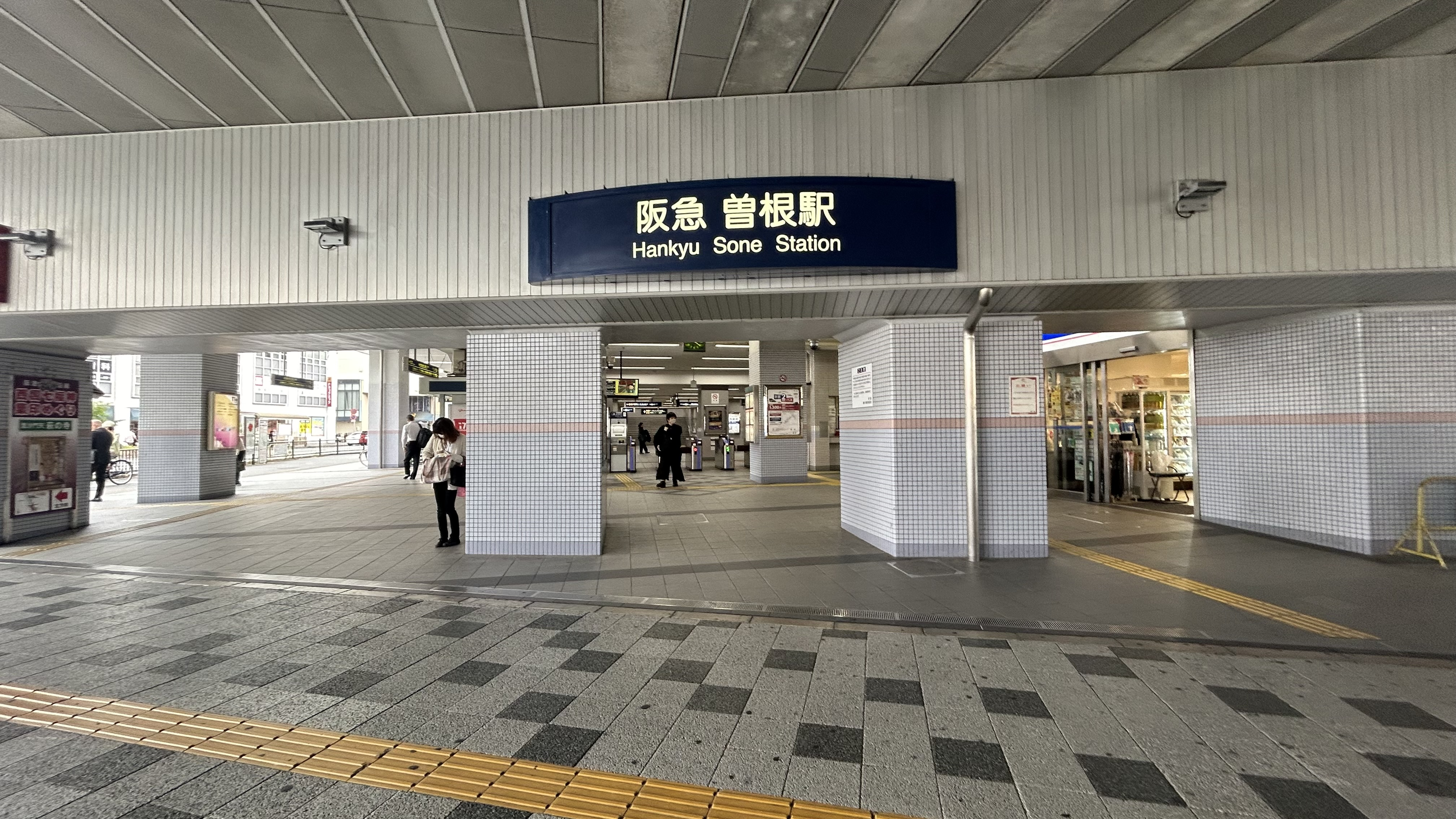
出入口
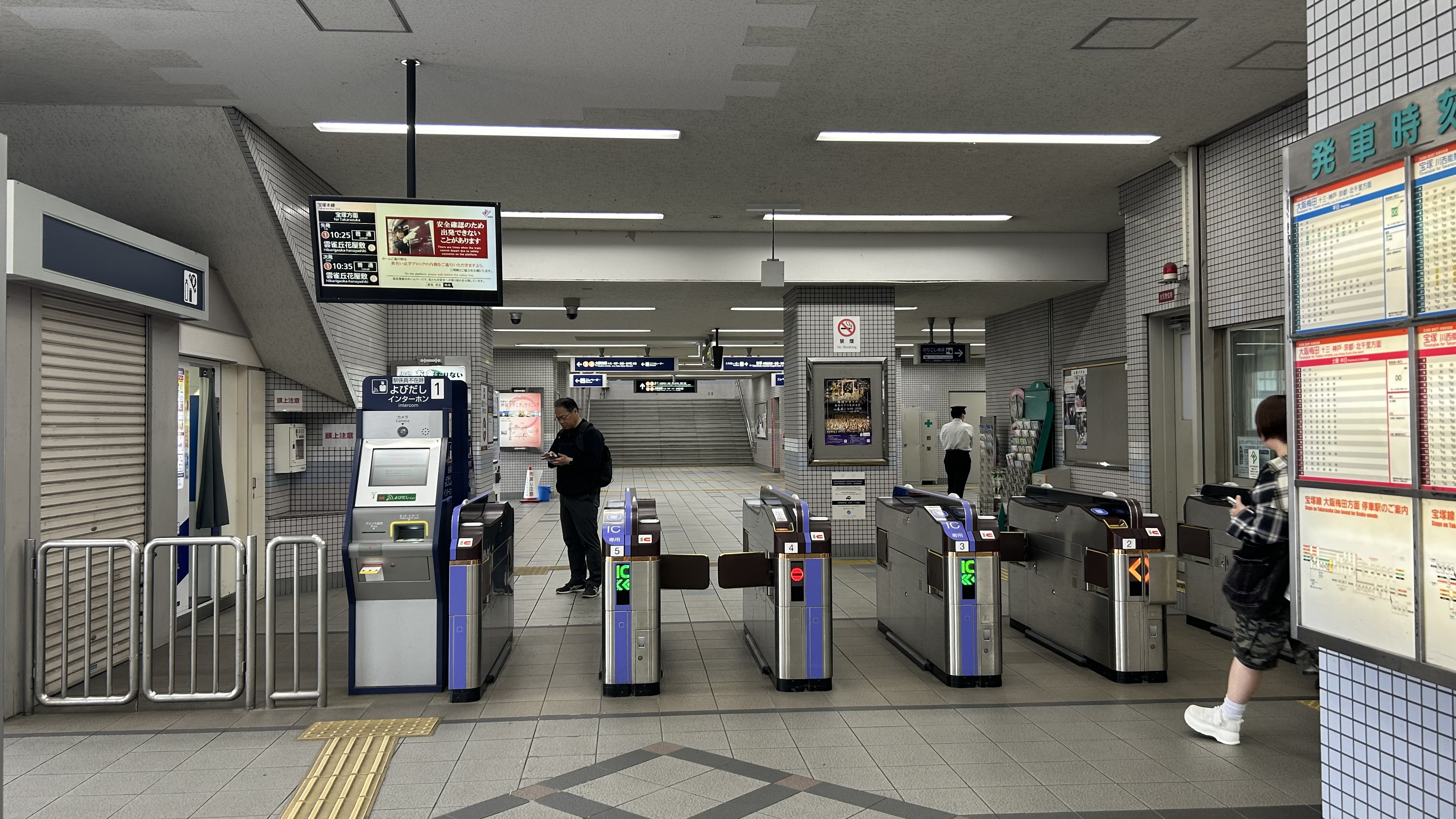
改札口
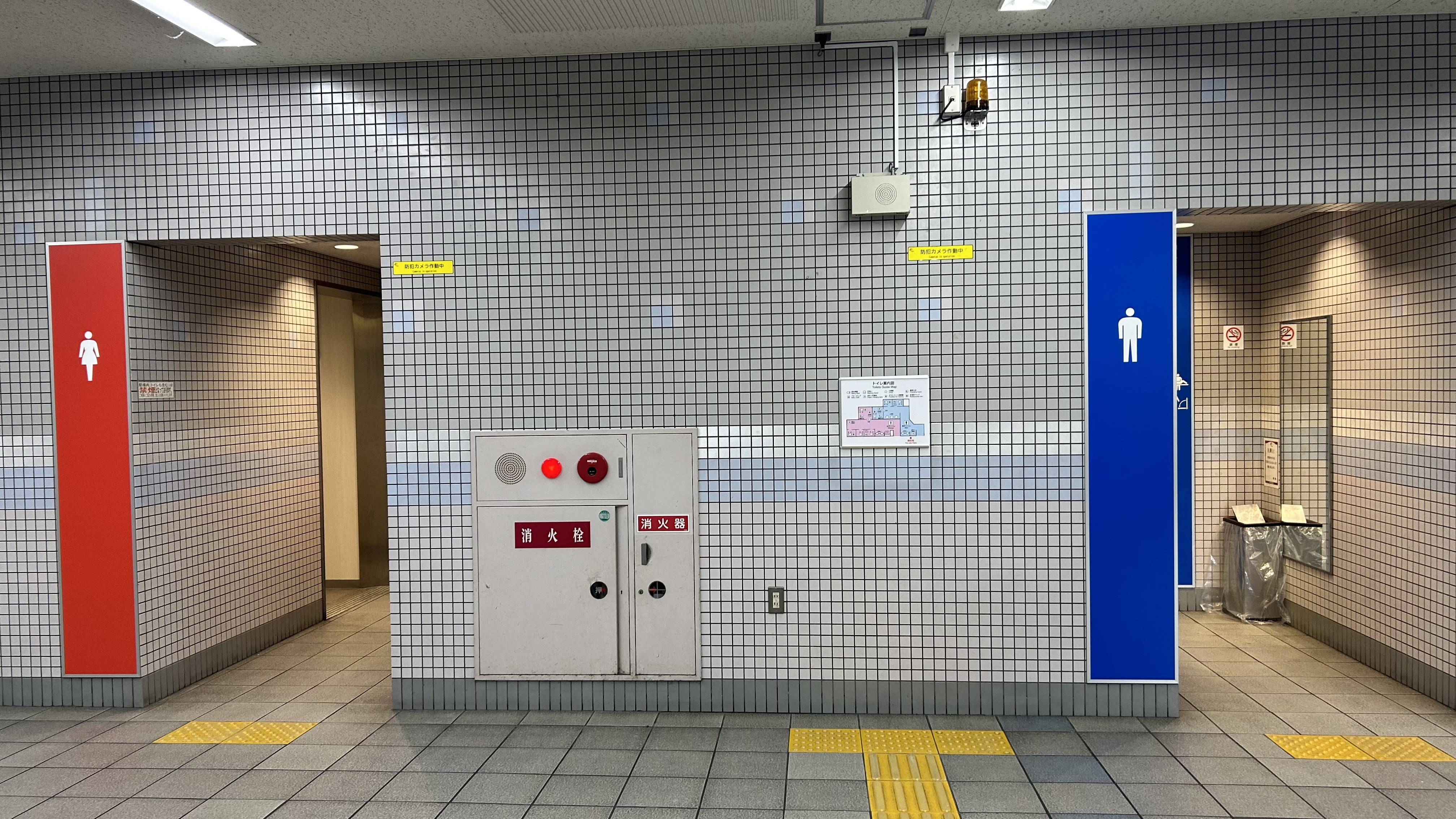
トイレ
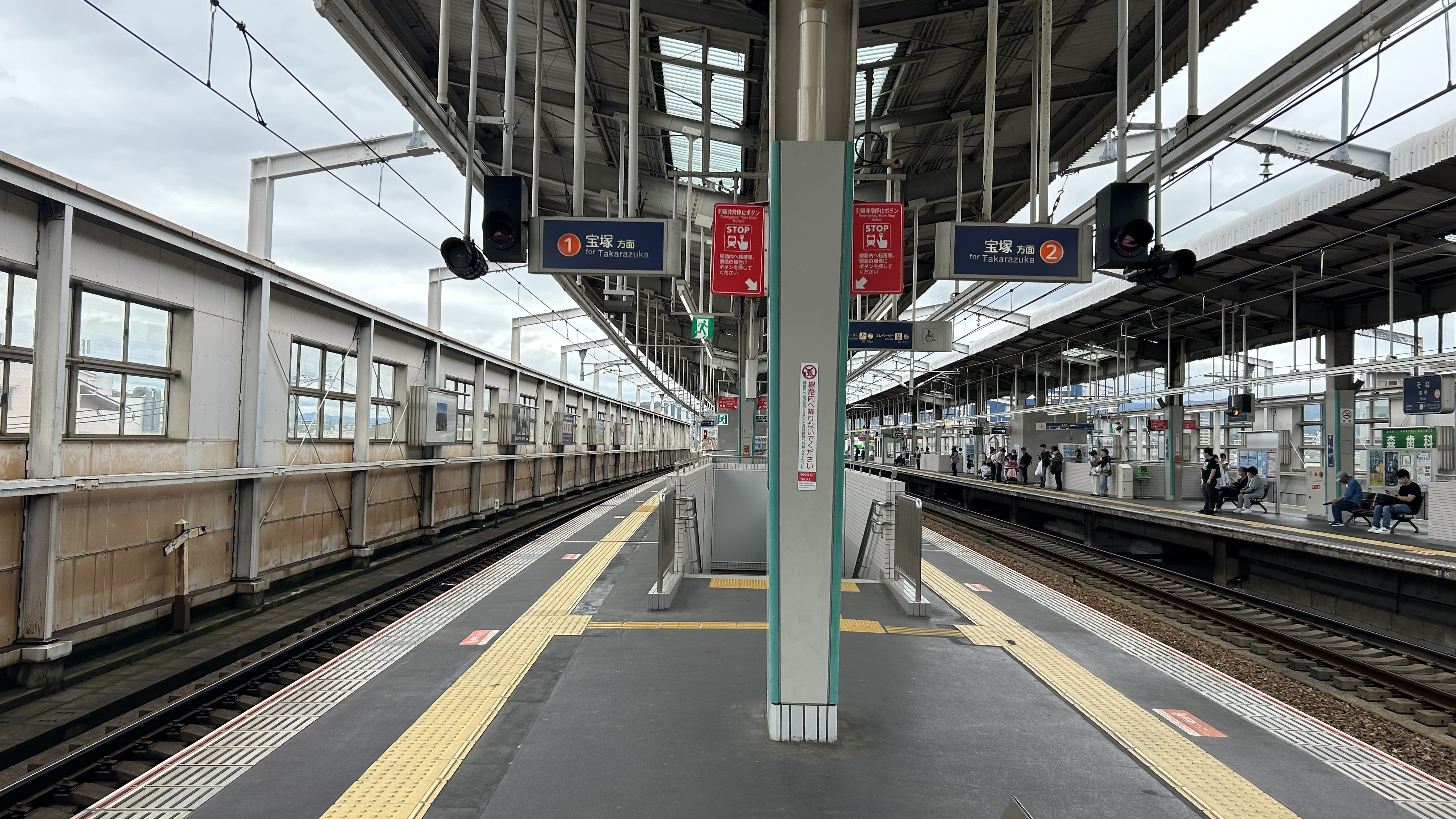
宝塚方面ホーム
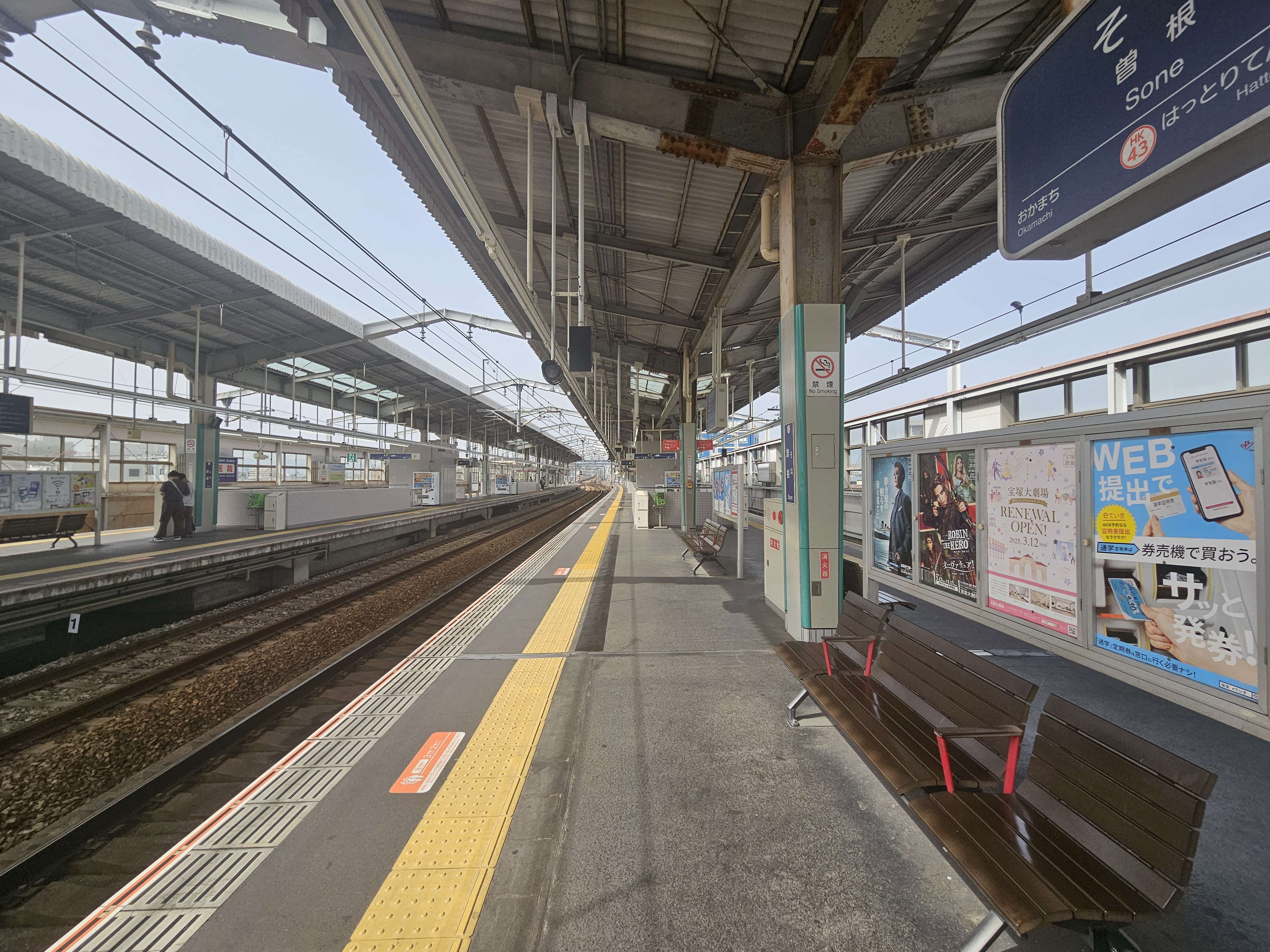
大阪方面ホーム（2025年3月）
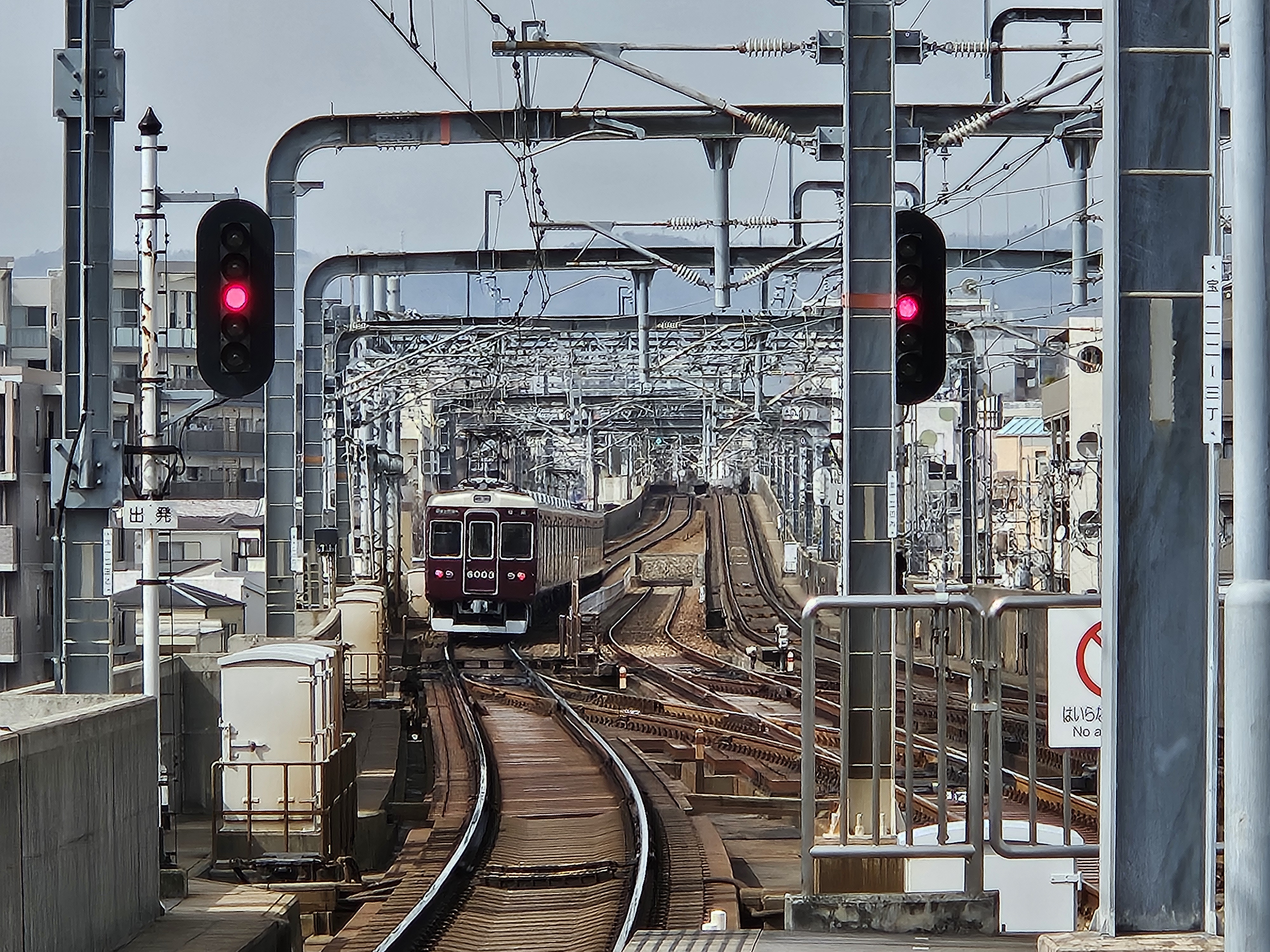
折り返し線（2025年3月）
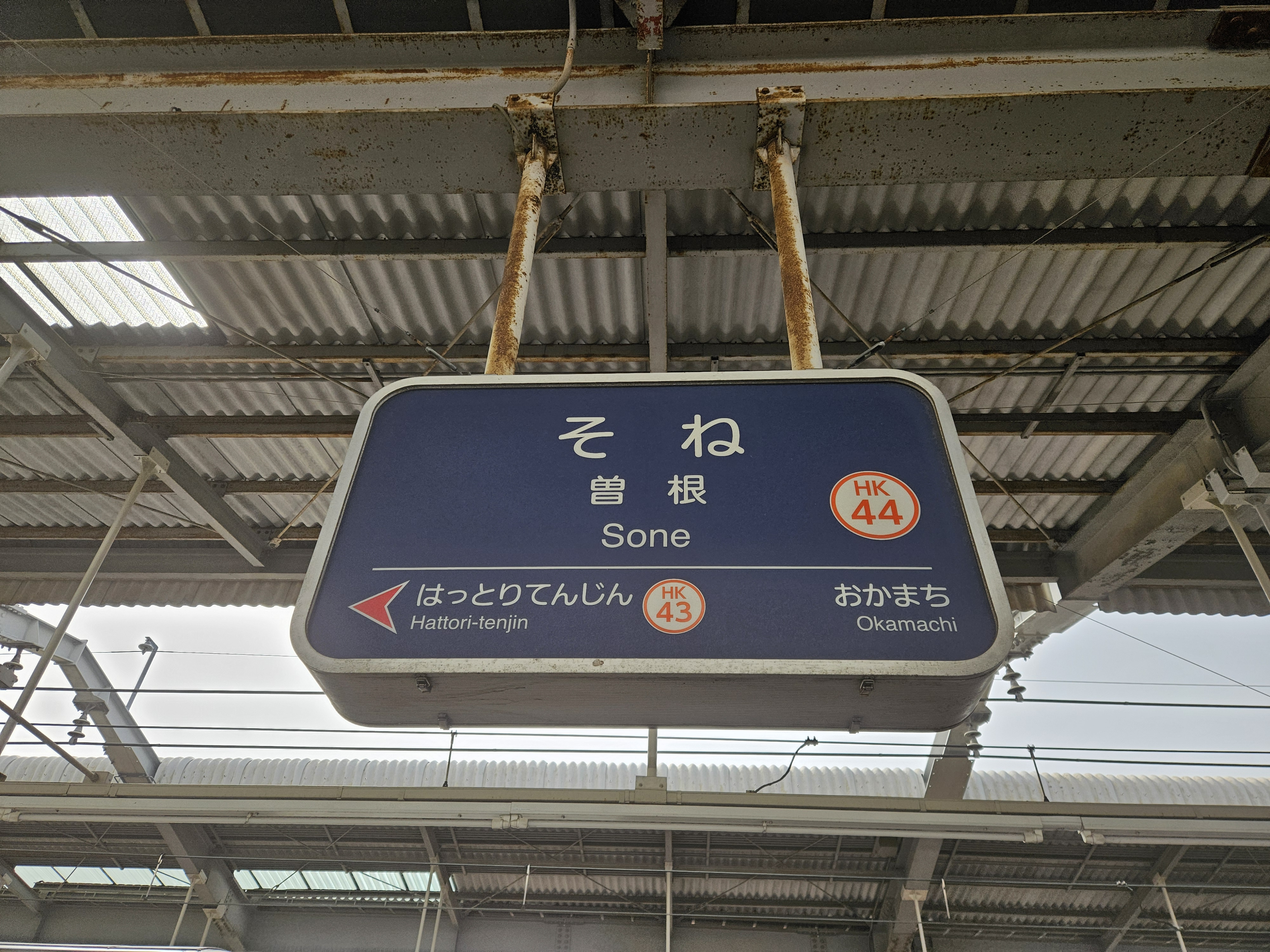
駅名標（2025年3月）

## 利用状況
2024年（令和6年）次の通年平均乗降人員は21,762人である。阪急電鉄全駅（86駅）中では北千里駅に次ぐ第36位。

### 年次別利用状況
各年次の乗降人員の推移は下表の通り。
| 年度               | 乗車人員 | 降車人員 | 乗降人員 | 増減率 | 順位 | 出典       | 出典         |
| 年度               | 乗車人員 | 降車人員 | 乗降人員 | 増減率 | 順位 | 阪急       | 豊中市       |
| ------------------ | -------- | -------- | -------- | ------ | ---- | ---------- | ------------ |
| 2016年（平成28年） | 11,603   | 11,640   | 23,243   |        | 39位 | [ 阪急 1 ] | [ 豊中市 1 ] |
| 2017年（平成29年） | 12,071   | 12,026   | 24,097   | 3.7%   | 37位 | [ 阪急 2 ] | [ 豊中市 2 ] |
| 2018年（平成30年） | 12,059   | 12,075   | 24,134   | 0.2%   | 37位 | [ 阪急 3 ] | [ 豊中市 3 ] |
| 2019年（令和元年） | 12,106   | 12,025   | 24,131   | -0.0%  | 37位 | [ 阪急 4 ] | [ 豊中市 4 ] |
| 2020年（令和02年） | 9,107    | 9,054    | 18,161   | -24.7% | 34位 | [ 阪急 5 ] | [ 豊中市 5 ] |
| 2021年（令和03年） | 9,191    | 9,160    | 18,351   | 1.0%   | 36位 | [ 阪急 6 ] | [ 豊中市 6 ] |
| 2022年（令和04年） | 10,060   | 10,021   | 20,081   | 9.4%   | 38位 | [ 阪急 7 ] | [ 豊中市 7 ] |
| 2023年（令和05年） | 10,746   | 10,676   | 21,422   | 6.7%   | 38位 | [ 阪急 8 ] | [ 豊中市 8 ] |
| 2024年（令和06年） |          |          | 21,762   | 1.6%   | 36位 | [ 統計 1 ] |              |

#### 平日限定データ
2000年から2015年までのデータは平日限定となっていた。
| 年次               | 乗車人員 | 降車人員 | 乗降人員 | 増減率 | 順位 | 出典        | 出典          |
| 年次               | 乗車人員 | 降車人員 | 乗降人員 | 増減率 | 順位 | 阪急        | 豊中市        |
| ------------------ | -------- | -------- | -------- | ------ | ---- | ----------- | ------------- |
| 2000年（平成12年） | 13,163   | 13,320   | 26,483   |        |      |             | [ 豊中市 9 ]  |
| 2001年（平成13年） | 13,333   | 13,041   | 26,374   | -0.4%  |      |             | [ 豊中市 9 ]  |
| 2002年（平成14年） | 13,505   | 13,195   | 26,700   | 1.2%   |      |             | [ 豊中市 9 ]  |
| 2003年（平成15年） | 13,581   | 13,239   | 26,820   | 0.4%   |      |             | [ 豊中市 9 ]  |
| 2004年（平成16年） | 13,330   | 13,012   | 26,342   | -1.8%  |      |             | [ 豊中市 9 ]  |
| 2005年（平成17年） | 13,332   | 12,871   | 26,203   | -0.5%  |      |             | [ 豊中市 10 ] |
| 2006年（平成18年） | 13,205   | 12,406   | 25,611   | -2.3%  |      |             | [ 豊中市 11 ] |
| 2007年（平成19年） | 13,129   | 13,186   | 26,315   | 2.7%   | 34位 | [ 阪急 9 ]  | [ 豊中市 12 ] |
| 2008年（平成20年） | 13,271   | 13,211   | 26,482   | 0.6%   | 34位 | [ 阪急 10 ] | [ 豊中市 13 ] |
| 2009年（平成21年） | 12,867   | 12,774   | 25,641   | -3.2%  | 34位 | [ 阪急 11 ] | [ 豊中市 14 ] |
| 2010年（平成22年） | 12,948   | 12,822   | 25,770   | 0.5%   | 35位 | [ 阪急 12 ] | [ 豊中市 15 ] |
| 2011年（平成23年） | 12,750   | 12,692   | 25,442   | -1.3%  | 36位 | [ 阪急 13 ] | [ 豊中市 16 ] |
| 2012年（平成24年） | 12,719   | 12,662   | 25,381   | -0.2%  | 36位 | [ 阪急 14 ] | [ 豊中市 17 ] |
| 2013年（平成25年） | 12,761   | 12,738   | 25,499   | 0.5%   | 36位 | [ 阪急 15 ] | [ 豊中市 18 ] |
| 2014年（平成26年） | 12,749   | 12,707   | 25,456   | -0.2%  | 36位 | [ 阪急 16 ] | [ 豊中市 19 ] |
| 2015年（平成27年） | 12,795   | 12,791   | 25,586   | 0.5%   | 37位 | [ 阪急 17 ] | [ 豊中市 20 ] |

### 特定日利用状況
「大阪府統計年鑑」によると、各年度のある特定日における1日の利用状況は下表の通り。
| 年度               | 乗車人員 | 降車人員 | 乗降人員 | 出典          |
| ------------------ | -------- | -------- | -------- | ------------- |
| 1966年（昭和41年） | 13,812   | -        | -        | [ 大阪府 1 ]  |
| 1967年（昭和42年） | 16,169   | -        | -        | [ 大阪府 2 ]  |
| 1968年（昭和43年） | 16,792   | -        | -        | [ 大阪府 3 ]  |
| 1969年（昭和44年） | 16,769   | -        | -        | [ 大阪府 4 ]  |
| 1970年（昭和45年） | 15,165   | -        | -        | [ 大阪府 5 ]  |
| 1971年（昭和46年） | 15,920   | -        | -        | [ 大阪府 6 ]  |
| 1972年（昭和47年） | 16,413   | -        | -        | [ 大阪府 7 ]  |
| 1973年（昭和48年） | 17,285   | -        | -        | [ 大阪府 8 ]  |
| 1974年（昭和49年） | 17,161   | -        | -        | [ 大阪府 9 ]  |
| 1975年（昭和50年） | 17,417   | -        | -        | [ 大阪府 10 ] |
| 1976年（昭和51年） | 16,860   | -        | -        | [ 大阪府 11 ] |
| 1977年（昭和52年） | 17,272   | -        | -        | [ 大阪府 12 ] |
| 1978年（昭和53年） | 17,010   | -        | -        | [ 大阪府 13 ] |
| 1979年（昭和54年） | 16,712   | -        | -        | [ 大阪府 14 ] |
| 1980年（昭和55年） | 17,009   | -        | -        | [ 大阪府 15 ] |
| 1981年（昭和56年） | 15,820   | -        | -        | [ 大阪府 16 ] |
| 1982年（昭和57年） | 16,407   | 16,067   | 32,474   | [ 大阪府 17 ] |
| 1983年（昭和58年） | 16,119   | 15,182   | 31,301   | [ 大阪府 18 ] |
| 1984年（昭和59年） | 15,703   | 15,166   | 30,869   | [ 大阪府 19 ] |
| 1985年（昭和60年） | 16,786   | 16,951   | 33,737   | [ 大阪府 20 ] |
| 1986年（昭和61年） | 16,082   | 15,939   | 32,021   | [ 大阪府 21 ] |
| 1987年（昭和62年） | 14,456   | 15,246   | 29,702   | [ 大阪府 22 ] |
| 1988年（昭和63年） | 16,115   | 15,711   | 31,826   | [ 大阪府 23 ] |
| 1989年（平成元年） | -        | -        | -        | [ 大阪府 24 ] |
| 1990年（平成02年） | 14,674   | 14,398   | 29,072   | [ 大阪府 25 ] |
| 1991年（平成03年） | -        | -        | -        | [ 大阪府 26 ] |
| 1992年（平成04年） | 14,049   | 13,744   | 27,793   | [ 大阪府 27 ] |
| 1993年（平成05年） | -        | -        | -        | [ 大阪府 28 ] |
| 1994年（平成06年） | -        | -        | -        | [ 大阪府 29 ] |
| 1995年（平成07年） | 14,769   | 14,697   | 29,466   | [ 大阪府 30 ] |
| 1996年（平成08年） | 14,283   | 13,213   | 27,496   | [ 大阪府 31 ] |
| 1997年（平成09年） | 13,911   | 13,766   | 27,677   | [ 大阪府 32 ] |
| 1998年（平成10年） | 14,649   | 14,282   | 28,931   | [ 大阪府 33 ] |
| 1999年（平成11年） | -        | -        | -        | [ 大阪府 34 ] |
| 2000年（平成12年） | 14,083   | 13,916   | 27,999   | [ 大阪府 35 ] |
| 2001年（平成13年） | 13,238   | 13,170   | 26,408   | [ 大阪府 36 ] |
| 2002年（平成14年） | 13,563   | 13,443   | 27,006   | [ 大阪府 37 ] |
| 2003年（平成15年） | 13,832   | 13,612   | 27,444   | [ 大阪府 38 ] |
| 2004年（平成16年） | 13,209   | 13,117   | 26,326   | [ 大阪府 39 ] |
| 2005年（平成17年） | 13,669   | 13,109   | 26,778   | [ 大阪府 40 ] |
| 2006年（平成18年） | 13,127   | 12,405   | 25,532   | [ 大阪府 41 ] |
| 2007年（平成19年） | 13,059   | 13,199   | 26,258   | [ 大阪府 42 ] |
| 2008年（平成20年） | 14,041   | 14,157   | 28,198   | [ 大阪府 43 ] |
| 2009年（平成21年） | 12,930   | 13,046   | 25,976   | [ 大阪府 44 ] |
| 2010年（平成22年） | 13,014   | 12,870   | 25,884   | [ 大阪府 45 ] |
| 2011年（平成23年） | 12,929   | 12,991   | 25,920   | [ 大阪府 46 ] |
| 2012年（平成24年） | 12,712   | 12,737   | 25,449   | [ 大阪府 47 ] |
| 2013年（平成25年） | 12,848   | 12,914   | 25,762   | [ 大阪府 48 ] |
| 2014年（平成26年） | 12,520   | 12,577   | 25,097   | [ 大阪府 49 ] |
| 2015年（平成27年） | 12,736   | 12,705   | 25,441   | [ 大阪府 50 ] |
| 2016年（平成28年） | 12,955   | 12,886   | 25,841   | [ 大阪府 51 ] |
| 2017年（平成29年） | 13,493   | 13,217   | 26,710   | [ 大阪府 52 ] |
| 2018年（平成30年） | 12,995   | 12,964   | 25,969   | [ 大阪府 53 ] |
| 2019年（令和元年） | 13,756   | 13,630   | 27,386   | [ 大阪府 54 ] |
| 2020年（令和02年） | 12,109   | 12,139   | 24,248   | [ 大阪府 55 ] |
| 2021年（令和03年） | 12,108   | 11,988   | 24,096   | [ 大阪府 56 ] |
| 2022年（令和04年） | 12,005   | 12,048   | 24,053   | [ 大阪府 57 ] |
| 2023年（令和05年） | 12,329   | 12,284   | 24,613   | [ 大阪府 58 ] |

## 駅周辺

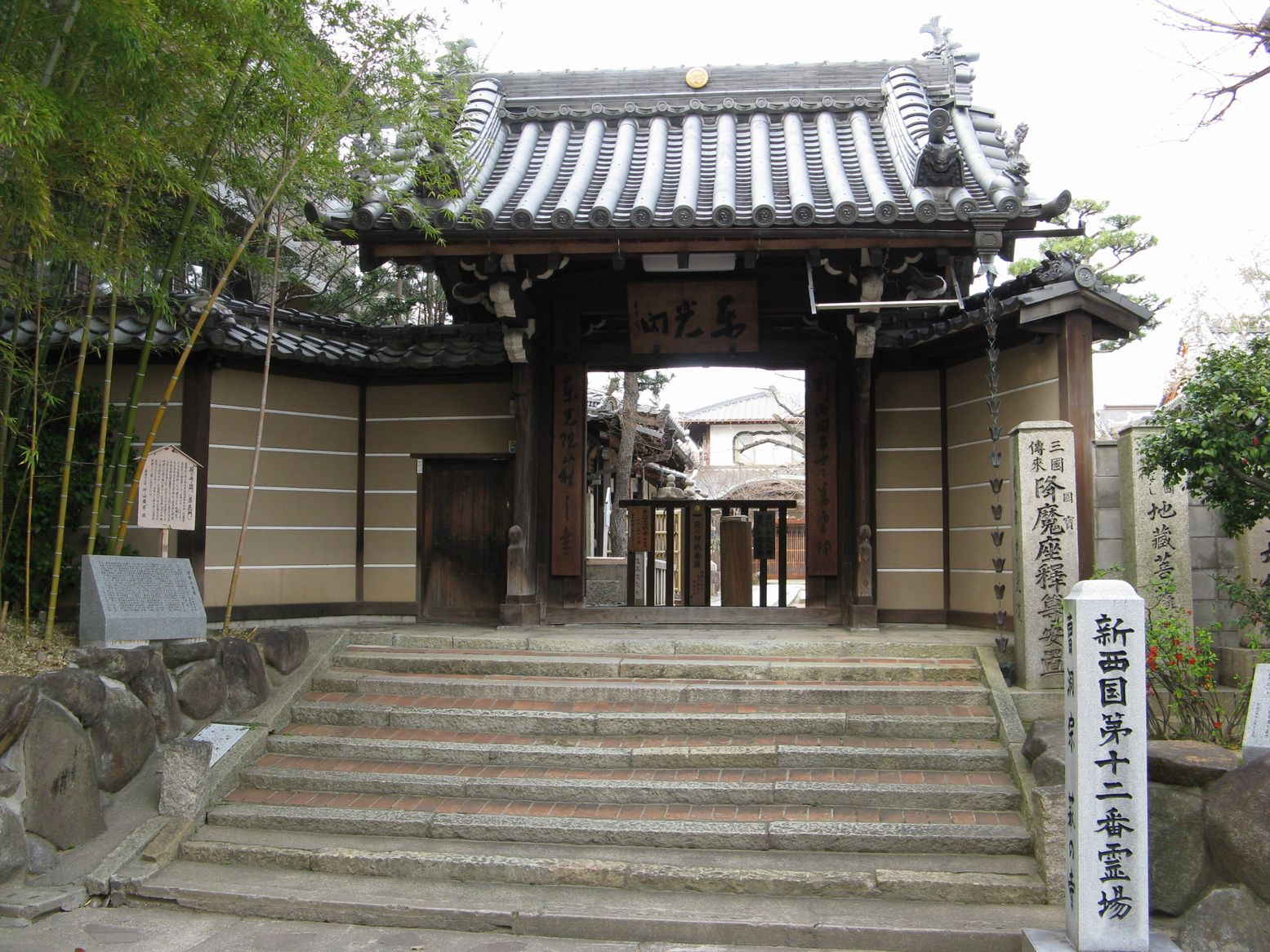
東光院（萩の寺）

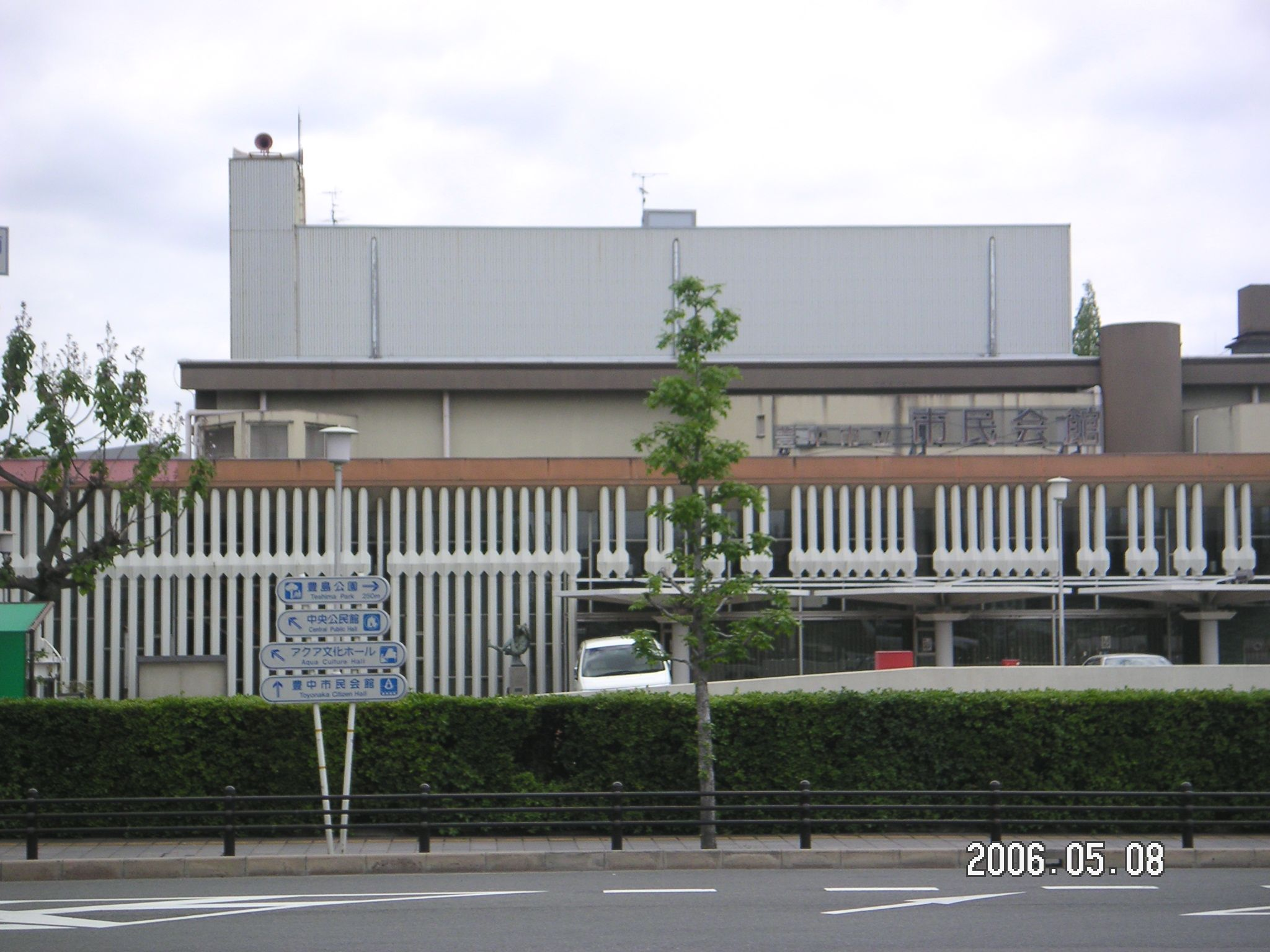
豊中市民会館（現存せず）

駅が開設された当初は田園地帯であったが、大正末から昭和にかけて宅地開発が進み、「西の芦屋、東の曽根」と並び称される邸宅街となった。開発に際しては「住宅地の開発には有力寺院の存在が不可欠」という小林一三（阪急電鉄創始者）の意向を受け、それまで中津にあった東光院（萩の寺）が当地に移されている。
- 豊中市立文化芸術センター
- 豊中市中央公民館
- 芦田ヶ池
- 豊中曽根郵便局
- 東光院（萩の寺）
- 豊中市豊島公園
  - 豊中ローズ球場
- 豊中市立第一中学校
- ダイエー曽根店
- そね坂通り（曽根商店街）
- 原田城跡
- 大阪国際空港 - ただしターミナルビルへは当駅からでは遠い。当駅からは滑走路南端の航空機ウォッチングポイントである千里川の土手が近い。また、当駅から同空港への新線が2017年になって検討されている。
- 服部緑地 - 当駅から下記の阪急バス95系統で公園の西側へは「緑地公園西口」下車。公園の東側へは終点の緑地公園駅で下車。当路線が2021年4月1日に開設されるまで、当駅からは長らくタクシーか徒歩でしか行けなかった。

## バス路線
駅東側の道路上（阪急東側線）に阪急バスの路線が乗り入れる。北行きが1のりば、南行きが2のりばである。
停留所名は「阪急曽根駅」。
| のりば | 担当 | 路線名     | 系統・行先                                              | 備考                                                            |
| ------ | ---- | ---------- | ------------------------------------------------------- | --------------------------------------------------------------- |
| 1      | 吹田 | 吹田線     | 86系統：吹田営業所前/JR吹田駅（南口）/江坂駅            | 一部はJR吹田駅（南口）および江坂駅止まり                        |
| 1      | 千里 | 豊中市内線 | 25系統：千里中央（阪急豊中駅→40系統直通）               | 日中のみ運行                                                    |
| 1      | 千里 | 豊中市内線 | 38系統：桃山台駅（阪急豊中駅→35系統直通）               | 日中に35系統直通便を、平日深夜に1本阪急豊中駅止まりを運行       |
| 1      | 千里 | 豊中東西線 | 95系統：緑地公園駅（西口）                              |                                                                 |
| 2      | 千里 | 豊中市内線 | 25系統：桃山台駅/津雲台七丁目                           | 津雲台七丁目行きは平日1本のみ。平日最終便は深夜バス。旭ヶ丘経由 |
| 2      | 千里 | 豊中市内線 | 38系統：桃山台駅/津雲台七丁目                           | 津雲台七丁目行きは平日1本のみ。熊野町西・東豊中団地前経由       |
| 2      | 千里 | 豊中東西線 | 95系統：イオンモール伊丹（JR伊丹駅東口）/クリーンランド | 一部はクリーンランド止まり                                      |

## 隣の駅
阪急電鉄
■宝塚本線
■特急「日生エクスプレス」・■通勤特急・■急行
通過
■通勤急行・■準急（通勤急行は宝塚行きのみ、準急は大阪梅田行きのみ運転。当駅から岡町方の各駅に停車）
十三駅 (HK-03) - 曽根駅 (HK-44) - 岡町駅 (HK-45)
■普通
服部天神駅 (HK-43) - 曽根駅 (HK-44) - 岡町駅 (HK-45)

### 記事本文